# Astrobotic Technology
Astrobotic Technology — американская компания, производитель космической техники. Основана в 2007 году Редом Уиттакером с целью выиграть Google Lunar X PRIZE. Компания разрабатывает посадочный модуль Peregrine и Griffin в рамках программы Commercial Lunar Payload Services.

## История

### 2007-2011
2007
Компания с момента основания в 2007 году ставила перед собой цель: стать первой коммерческой компанией, осуществившей посадку на Луну. Первый запущенный прототип Red Rover был завершен в том же году и проектируемый посадочный модуль был переименован в Griffin.
2008
21 февраля Фонд X PRIZE и Google объявили 10 команд которые будут участвовать в конкурсе Google Lunar X PRIZE среди которых была и Astrobotic Technology.
30 октября Astrobotic опубликовала планы экспедиций в рамках Google Lunar X PRIZE, первый луноход должен был отправиться к месту высадки Аполлона-11 в мае 2010.
2009
Astrobotic Technology получила контракт от НАСА на сумму 795 тысяч долларов. Деньги были предназначены для разработки лунохода способного исследовать лёд на полюсах луны.
2011
НАСА заключат контракт на устройство для моделирования лунной гравитации с Astrobotic.

### 2012-2016
2014
30 апреля НАСА объявило, что Astrobotic Technology стала одной из трёх компаний, отобранных для участия в проекте Lunar CATALYST.
2016
2 июня компания объявила о смене дизайне своего проектируемого посадочного модуля Griffin и переименовала его в Peregrine.
16 декабря Astrobotic Technology отказалась от участия в Google Lunar X PRIZE.

### 2017-2021
29 ноября 2018 года Astrobotic получила право претендовать на получение контракта в рамках программы НАСА Commercial Lunar Payload Services для доставки научно-технической полезной нагрузки на Луну.  Успешная заявка Astrobotic повлекла за собой контракт на сумму 79,5 миллионов долларов США на доставку полезной нагрузки в Озеро Смерти.
24 января 2021 года ютуб-блогер MrBeast объявил, что он оплатит полезную нагрузку, жесткий диск, содержащий файлы цифровых изображения, отправленные любым, кто внесёт 10 долларов через его интернет-магазин, на посадочный модуль Peregrine.
В июне 2021 полет Vulcan Centaur, несущей посадочный модуль Peregrine в качестве полезной нагрузки, был отложен до 2022 года из-за задержек с испытаниями двигателей.

### 2022-н.в.
13 сентября 2022 года Astrobotic объявила о приобретении компании Masten Space Systems, также заключившей контракт с НАСА в рамках CLPS.
2023 - Запуск Peregine планировался на 24 декабря 2023 года, но в декабре был перенесён на 8 января 2024 года.
8 января 2024 года состоялся запуск Peregine на ракете Vulcan. Посадка на луну была запланирована на 23 февраля 2024 года.  Через несколько часов после запуска произошла утечка топлива из-за чего достижение аппаратом Луны было признано не возможным.
18 января 2024 года модуль Peregine сгорел в атмосфере.
17 июля 2024 года НАСА объявило об отмене миссии VIPER, но Astrobotic продолжит свою миссию Griffin Mission One без лунохода VIPER.

## Продукция

### Peregrine

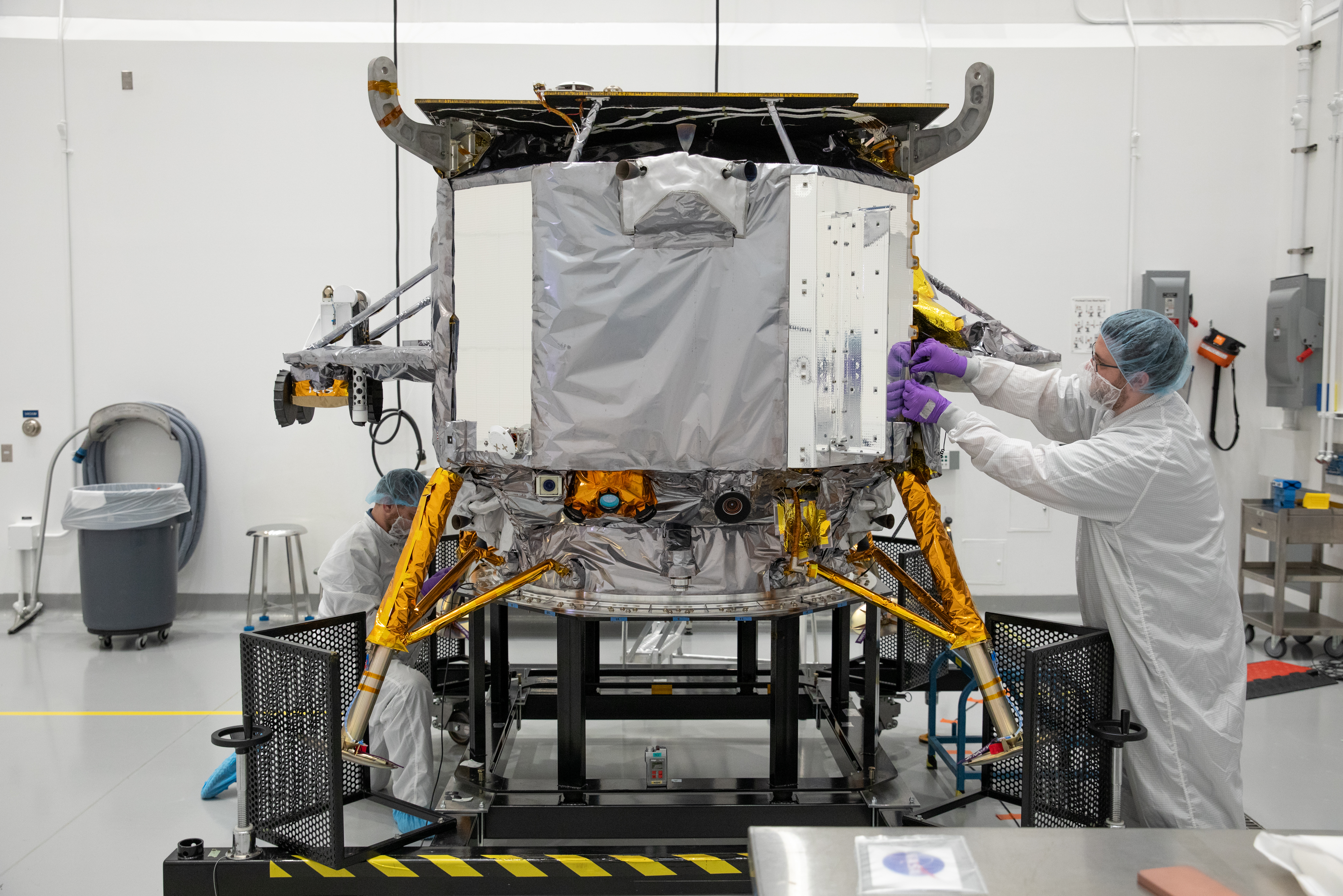
Посадочный модуль Peregrine (подготовка к запуску)

Peregrine Misson One — миссия по контракту Commercial Lunar Payload Services запуск состоялся с помощью ракеты-носитель Vulcan. Масса полезной нагрузки 90 кг. Дата запуска 8 января 2024 года. 18 января 2024 года сгорел в атмосфере над тихим океаном.

### Griffin
Посадочный модуль Griffin планировалось использовать в рамках миссии VIPER стоимость контракта составила 199.5 млн. долларов. Миссия была запланирована на ноябрь 2024. В июле 2024 года миссия лунохода была отменена, но посадка модуль Griffin все ещё планируется, но не ранее осени 2025.

## См. Также
- Commercial Lunar Payload Services
- Intuitive Machines